# Wereldkampioenschappen badminton junioren 1996
De 3e editie van de Wereldkampioenschappen badminton junioren werden in 1996 georganiseerd door de Deense stad Silkeborg.

## Individuele wedstrijd

### Medaillewinnaars
| Onderdeel      | 1e plaats                    | 2e plaats                      | 3e plaats                    |
| -------------- | ---------------------------- | ------------------------------ | ---------------------------- |
| Jongens enkel  | Zhu Feng                     | Rudy Ignatius                  | Rony Agustinus               |
| Jongens enkel  | Zhu Feng                     | Rudy Ignatius                  | Xia Xuanze                   |
| Meisjes enkel  | Yu Hua                       | Aparna Popat                   | Peng Ju Ju                   |
| Meisjes enkel  | Yu Hua                       | Aparna Popat                   | Lee Kyung Won                |
| Jongens dubbel | Gan Wye-Teck Chan Chong Ming | Huang Shih Chung Chien Yu Hsun | Hadi Saputra Endra Mulyajaya |
| Jongens dubbel | Gan Wye-Teck Chan Chong Ming | Huang Shih Chung Chien Yu Hsun | Kim Yong-hyun Yim Bang-Eun   |
| Meisjes dubbel | Gao Ling Yang Wei            | Lu Ying Zhan Xubin             | Chung Jae Hee Yim Kyung Jin  |
| Meisjes dubbel | Gao Ling Yang Wei            | Lu Ying Zhan Xubin             | Jane Jacoby Britta Andersen  |
| Gemengd dubbel | Wang Wei Lu Ling             | Cheng Rui Gao Ling             | Rizal Neneng Setiawati       |
| Gemengd dubbel | Wang Wei Lu Ling             | Cheng Rui Gao Ling             | Zhu Feng Zhou Mi             |

## Medaille klassement
|    | Land           | Goud | Zilver | Brons | Totaal |
| -- | -------------- | ---- | ------ | ----- | ------ |
| 1. | China          | 4    | 2      | 2     | 8      |
| 2. | Maleisië       | 1    | 0      | 0     | 1      |
| 3. | Indonesië      | 0    | 1      | 3     | 4      |
| 4. | Chinees Taipei | 0    | 1      | 1     | 2      |
| 5. | India          | 0    | 1      | 0     | 1      |
| 6. | Zuid-Korea     | 0    | 0      | 3     | 3      |
| 7. | Denemarken     | 0    | 0      | 1     | 1      |